# Trump Entertainment Resorts
Trump Entertainment Resorts, Inc. là một công ty kinh doanh sòng bạc và lữ hành khách sạn sở hữu và điều hành khách sạn Trump Taj Mahal và các sòng bạc tại Thành phố Atlantic, New Jersey, Hoa Kỳ. Tiền thân là Trump Hotels & Casino Resorts, công ty được thành lập bởi Donald J. Trump, người giữ chức Tổng Giám đốc cho tới khi ông từ chức năm 2009. Bob Griffin hiện tại là Giám đốc điều hành của công ty. Trump không còn là thành viên của ban giám đốc, nhưng vẫn có cổ phần do công ty sử dụng tên và hình ảnh của ông.